# Bergbach-Waldsänger
Der Bergbach-Waldsänger (Myiothlypis signata, Syn.: Basileuterus signatus), auch Peruwaldsänger genannt, ist ein kleiner Singvogel aus der Familie der Waldsänger (Parulidae).

## Merkmale
Bergbach-Waldsänger erreichen eine Körperlänge von 13 bis 14 Zentimetern und wiegen um die 12 bis 13 Gramm. Adulte Bergbach-Waldsänger und Jungvögel ab dem ersten Jahr tragen ein olivgrünes Kopf- und Oberseitengefieder und ein gelbes Unterseitengefieder mit oliven Flanken. Die Unterart Myiothlypis s. signata trägt einen kurzen gelben Superciliarstreifen, der hinter dem Auge ausläuft; die Unterart Myiothlypis s. flavovirens einen breiteren kurzen gelben Superciliarstreifen sowie schmale schwarze Scheitelseitenstreifen. Juvenile Bergbach-Waldsänger tragen ein dunkelbraunes Gefieder, die Flügel und die Schwanzfedern sind oliv und die Bauchpartie weißgrau.

## Vorkommen

Verbreitungsgebiet des Bergbach-Waldsängers (grün)

Das Verbreitungsgebiet erstreckt sich von Peru über Bolivien bis nach Argentinien. Bergbach-Waldsänger bewohnen paarweise oder in kleinen Gruppen feuchte Wälder meist in Höhen von 1800 bis 3050 Metern. In Argentinien sind sie bis zu einer Höhe von 1500 Metern vorzufinden.

## Unterarten
Es gibt zwei anerkannte Unterarten:
- Myiothlypis signatus signatus Berlepsch & Stolzmann, 1906[1] – Südzentralperu
- Myiothlypis signatus flavovirens Todd, 1929[2] – Südperu, Bolivien und nördliches Argentinien

Es ist möglich, dass es noch eine unbeschriebene dritte Unterart gibt, deren Vorkommen auf Kolumbien beschränkt ist.